# Шалма
Шалма — река в России, протекает в Старошайговском районе Республики Мордовия. Устье реки находится в 86 км по правому берегу реки Сивинь. Длина реки составляет 14 км, площадь водосборного бассейна — 97,7 км². В 4,7 км от устья принимает справа реку Летка.
Исток реки в 16 км к юго-западу от райцентра, села Старое Шайгово. Исток лежит на водоразделе Оки и Суры, неподалёку начинается река Ключ, приток Ростанки. Шалма течёт на запад, затем на юго-запад, единственный населённый пункт на берегу — деревня Мизеряне. Впадает в Сивинь напротив села Старая Теризморга.

## Данные водного реестра
По данным государственного водного реестра России относится к Окскому бассейновому округу, водохозяйственный участок реки — Мокша от истока до водомерного поста города Темников, речной подбассейн реки — Мокша. Речной бассейн реки — Ока.
По данным геоинформационной системы водохозяйственного районирования территории РФ, подготовленной Федеральным агентством водных ресурсов:
- Код водного объекта в государственном водном реестре — 09010200112110000027681
- Код по гидрологической изученности (ГИ) — 110002768
- Код бассейна — 09.01.02.001
- Номер тома по ГИ — 10
- Выпуск по ГИ — 0

### Притоки (км от устья)
- 4,7 км: река Летка